# Instituto Cartográfico de Andalucía
El Instituto Cartográfico de Andalucía (ICA) es un organismo dependiente de la Consejería de Vivienda de la Junta de Andalucía que tiene como objetivos producir cartografía que este actualizada y sea de calidad, así como el impulso de los Sistémas de Información que se basen en la geografía.
El Instituto de Cartografía de Andalucía se integró con el Instituto de Estadística de Andalucía dando lugar al actual Instituto de Estadística y Cartografía de Andalucía , según el Decreto 152/2011, de 10 de mayo, por el que se modifica el Decreto 141/2006, de 18 de julio, por el que se ordena la actividad cartográfica en la Comunidad Autónoma de Andalucía

## Planificación
Por el Decreto 141/2006, de 18 de julio, se regula la actividada cartográfica en Andalucía y la planificación se basa en los siguientes elementos:
- Plan Cartográfico de Andalucía.
- Programa Cartográfico, que es de carácter anual.
- Normas Técnicas.[2]

## Producción cartográfica

### Cartografía básica

#### Escala pequeña
Podemos encontrar dos mapas de Andalucía a escala 1:800.000 y 1:400.000 que se publicaron en 1992 y se reeditaron en 1994. También esta el mapa de Andalucía de escala 1:300.000 editado en 1985 y en el que colaboró el Instituto Geográfico Nacional.

#### Escala media
El Mapa Topográfico de Andalucía es el más importante. Está a escala 1:10.000 y se actualiza continuamente. Actualmente está vectorizado e informatizado.

#### Escala grande
También conocidos como de "detalle especial" podemos encontrar el Mapa Topográfico del Litoral y de las Aglomeraciones Urbanas andaluzas de escala 1:5.000 y publicado en 1992.

### Cartografía temática
En este ámbito suele colaborar con otras instituciones y organismos sobre todo con la Consejería de Medio Ambiente de la Junta de Andalucía.

## Libros publicados por el ICA
- Doñana mapa guía del parque natural y Nacional: 1:75.000. (ISBN: 978-84-96329-42-3)
- Mapa guía del parque natural Sierra Magina: 1:30.000. (ISBN: 978-84-95785-85-5)
- Mapa guía del parque natural Sierra Subbética: 1:40.000. (ISBN: 978-84-96329-11-9)
- Ortofotografía digital en color de Andalucía (fecha del vuelo 2007). (ISBN: 978-84-7595-213-0)
- Ortografía digital de Andañucía (color) 1:60000 vuelo 2004 (DVD). (ISBN: 978-84-8095-436-5)
- Parque natural Sierra de Aracena y Picos de Aroche: 1:75.000. (ISBN: 978-84-89650-63-3)[4]